# Géza Toldi
Géza Toldi (ur. jako Géza Tunigold 11 lutego 1909 w Budapeszcie, zm. 16 sierpnia 1985 tamże) – węgierski piłkarz, napastnik. Srebrny medalista MŚ 38.
Grał dla Ferencvárosi TC i dla węgierskiej drużyny narodowej od 1929 do 1940. W reprezentacji zagrał 46 razy i strzelił 25 bramek. Grał na MŚ 1934 i MŚ 1938. Od 27 października 1957 do 26 maja 1958 był głównym trenerem belgijskiej drużyny narodowej.